# Drybridge House
A Drybridge House 17. századi II* kategóriás monmouthi műemlék épület (British Listed Building). A monmouthi örökség tanösvény egyik állomása.

## Története és leírása
Az első házat ezen a telken John Roberts számára építették 1558 előtt. Valószínűleg egy nagy, fekete-fehér nyeregtetős parasztház lehetett. A jelenlegi házat 1671-ben építette újra William Roberts, aki a király szolgálatában állt Windsorban. A telek és a melléképületek egy részét 1840-ben eladták. William Roberts egyik leszármazottja, Charles Henry Crompton-Roberts restauráltatta és bővítette ki a déli szárny hozzáépítésével 1867-ben. Crompton-Roberts 1877-ben Monmouthshire főszolgabírója volt, majd később parlamenti képviselő lett.
A házat négyszáz évig a Robertsék (és Crompton-Robertsék) birtokolták, akik aktívan részt vettek a város lakosságának és szervezeteinek támogatásában. Az épület fogadótermeit finoman stukkózot mennyezet díszíti, fafaragványok és külön ide rendelt úgynevezett grisaille-ok (szürke színárnyalatokban festett képek), amelyek az Artúr-mondakör jeleneteit ábrázolják. Az 1867-ben elkészült előcsarnok padlója alatt egy kövön az 1671-es évszám olvasható. A házban jelenleg is találhatók William Roberts idejéből származó díszítőelemek, mint például a teázó veretes ajtója, az egykori tölgyfaburkolat és lépcső részei valamint néhány faragott kandalló és delfti csempével borított falrészletek. A képtárban Charles Crompton-Roberts és felesége Mary portréi láthatók.
Charles Crompton-Roberts érdeklődött a kertészet és sport iránt és egy kivételes fa-gyűjteménnyel rendelkező ligetet hozott létre, amelyben egy krikettpályát is kialakított, ahol W. G. Grace és testvére a monmouthshire-i csapat ellen játszott. A pálya ma már nem létezik, a fáknak is csak egy része maradt fenn. A család a homlokzatot három legidősebb gyermek (Henry Roger, Violet Mary és Charles Montagu) faragott portréjával díszítette. Gyakori vendég volt ez idő tájt a házban Edward Elgar, aki a helyi zenészegyesületet vezényelte és hegedű és zongoraleckéket is tartott. Egyik tanítványa, Alice Roberts, későbbi felesége a család unokatestvére volt.
A Drybridge House végül Richard Crompton Roberts tulajdonába került, akit a dunkirki visszavonuláskor (1940) lelőttek. A ház ekkor nővére, Mary tulajdona lett. Miután házasságot kötött John Callenderrel, 1947-ben eladta az épületet a monmouthshire-i megyei tanácsnak, azzal a feltétellel, hogy a jövőben a helyi lakosság javát szolgálja. Előbb öregotthonként üzemelt és 1951-ben kibővítették. 1989-ben az otthont beszüntették, helyére néhány hónapig a rendőrség költözött. Az épületet ezt követően üresen és romladozó állapotban hagyták, annak ellenére, hogy 1991-ben II. kategóriás műemlékké nyilvánították és a helyiek is tiltakoztak elhanyagolása miatt. 1998-ban, az akkor még egy másik épületben székelő Bridges jótékonysági szervezet megállapodott Drybridge House közösségi házzá való felfejlesztéséről. Ezzel egyidőben nagy adománygyűjtés kezdődött. A sok támogatásnak köszönhetően a felújított épület 2003-ban nyitotta meg ismét kapuit a nagyközönség előtt.

## Fordítás
- Ez a szócikk részben vagy egészben  a   Drybridge House, Monmouth című angol Wikipédia-szócikk ezen változatának fordításán alapul.  Az eredeti cikk szerkesztőit annak laptörténete sorolja fel. Ez a jelzés csupán a megfogalmazás eredetét és a szerzői jogokat jelzi, nem szolgál a cikkben szereplő információk forrásmegjelöléseként.